# Compañía de Apoyo de Fuerzas de Operaciones Especiales 601
La Compañía de Apoyo de Fuerzas de Operaciones Especiales 601 (Ca Apy FOE 601) es una subunidad independiente de logística del Ejército Argentino dependiente de la Agrupación de Fuerzas de Operaciones Especiales (AFOE). Actualmente se encuentra situada en la provincia de Córdoba 
Su función es la de proporcionar apoyo logístico a las unidades de Fuerzas Especiales del Ejército.

## Organización
- Compañía de Apoyo de Fuerzas de Operaciones Especiales 601 (Ca Apy FOE 601).
  - Sección Apoyo a la infiltracion ( Sec Apy Inf)
  - Sección Apoyo Logístico a la Operaciones Especiales(Sec Apy Log OOEE)
  - Sección de Transporte (Sec Transp)
  - Sección de Sanidad (Sec San).
  - Sección de Seguridad (Sec Seg)Seg).

Fuente: Dirección General de Organización y Doctrina.